# 加利亚泰伦巴多
加利亚泰伦巴多（義大利語：Galliate Lombardo），是意大利瓦雷泽省的一个市镇。总面积3平方公里，人口962人，人口密度320.7人/平方公里（2009年）。国家统计（ISTAT）代码为012071。